# Milto Sotir Gurra
Milto Sotir Gurra (ur. 16 maja 1884 we wsi Marjan, zm. 1972 w Tiranie) – albański pisarz i wydawca, tłumacz literatury rosyjskiej.

## Życiorys

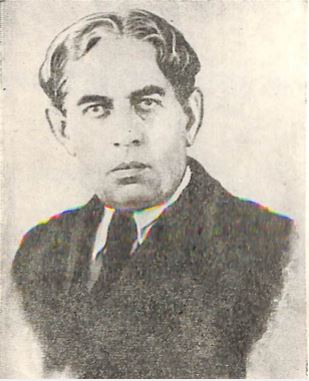
Milto Sotir Gurra

Część swojego życia spędził w Konstantynopolu, a także na emigracji w Odessie, Sofii, Konstancy i w Stanach Zjednoczonych. W tym czasie wydawał następujące czasopisma: polityczno-literackie Atdheu w Konstancy (1912) i Durrës (1914), miesięcznik Shkëndija (1921), czasopismo satyryczne Zegthi (1921) i dwutygodnik Zëri i Popullit (1922) w Korczy oraz poświęconym dzieciom czasopiśmie Vatra a Rinisë. Współpracował także z czasopismami m.in. Dielli, Kombi, Bashkimi i Kombit oraz Shqypeja e Shqypenis; pisał dla nich wtedy pod pseudonimami Nomadhi, Gjon Zeza oraz D.Toçkas.
Tłumaczył na język albański prozy autorstwa m.in. Iwana Turgieniewa, Lwa Tołstoja, Antona Czechowa i Maksima Gorkiego.

## Książki
- Goca e Kaçanikut (1911)[7]
- Goca e Malësisë (1911)[4]
- Rrëfenja (1911)[4]
- Plagët e Kurbetit (1938)[1][8]